# 克列緬卡 (盧布尼區)
50°0′30″N 33°15′49″E / 50.00833°N 33.26361°E
克列緬卡（烏克蘭語：Крем'янка），是烏克蘭的村落，位於該國中部波爾塔瓦州，由盧布尼區負責管轄，距離斯塔德尼亞2公里，海拔高度141米，2001年該村落人口274。